# 祁家威
祁家威（1958年8月2日—），臺灣臺北人，同志平權運動者、臺灣同性婚姻釋憲案的聲請人，被稱是「台灣首位公開出櫃的男同志」。他在1986年時向立法院請願同性婚姻合法化遭拒，自此之後三十多年，他透過行政、立法、司法部門，窮極請願、訴願、再訴願、民事訴訟、行政訴訟、異議、抗告、聲請大法官解釋憲法等層層法律管道企圖爭取同性婚姻權益。在2017年5月，司法院憲法法庭頒布《司法院釋字第748號解釋》，宣告民法未保障同性婚姻屬於違憲。祁家威多年以來致力於爭取臺灣LGBT族群權益，連《第748號解釋》的理由書也特別提及祁家威爭取同志平權「已逾三十年」。此外，每當台灣舉辦同志遊行時，經常可以見到他一個人賣力揮舞彩虹旗，而這也成了台灣同志遊行的標的之一。此外他亦從事了多年的愛滋病防治志工，經常在夜市等公共場所募款，直到個人勸募被立法禁止後才停止。期間為了引人注目，多次進行角色扮演。
對於同性婚姻，祁家威認為這是「對的人做對的事」，並表示自己爭取此權益是為了台灣的同志族群，而不是自己的利益。他主張必須以修《民法》的形式保障同性婚姻的權利，並斥責訂立專法會讓同志成為二等公民，認為「專法是對同志汙辱，也汙辱國家民主法治」，他也強烈反對將之交付全民公投決定。

## 經歷

### 早年
祁家威高中就讀純男校的臺北市立建國中學，他在二年級時發現自己的同志傾向，便立志為同志運動努力，而他的父母也很支持他。1986年3月，祁家威在臺北市一家麥當勞餐廳召開國際記者會，公開出櫃表明自己的男同性戀身份，包括美聯社、路透社及法新社皆來採訪。他自稱是一名「社會觀察家」，之所以站出來面對社會大眾，「是期望社會能多了解同性戀者，以維護同性戀者的人權」。他當場發表一份長達八千字的〈對社會大眾及同性戀者的懇切聲明及呼籲〉，其中建議「社會大眾及同性戀者各應有的認知和行為」，包括：

在一般民眾方面：(1)多和同性戀者做朋友；(2)同性戀者並非病態或變態，為人父母者不要痛責同性戀的子女；(3)父母親若為同性戀者，為人子女者不要痛恨他們；(4)為人師長者不要排斥同性戀者的學生；(5)為人雇主者不要貶抑同性戀者的員工；(6)大眾傳播不要刻意醜化同性戀者。
在同性戀者方面：(1)日常生活環境中，在適當時機應坦承自己的感情傾向。(2)同性戀者應自重，才能獲得別人的敬重。(3)性伴侶人數的增加，目前應遲緩下來，最多半年一個。(4)不作露水姻緣式的「陌情」之愛。(5)性行為時務必使用保險套。(6)不要以金錢或物質作為性行為接觸的代價報償。(7)不要使用麻醉或興奮、鎮靜的藥物、毒品。(8)不和外國人士或久居國外的華裔、華僑人士發生性行為。(9)定期抽血檢驗，三個月至一年須做一次。(10)未滿二十歲的青少年同性戀者，不要涉足同性戀者的社交圈。

1985年5月，行政院衛生署成立「後天免疫缺乏症候群防治小組」（愛滋防治小組）；隔年臺灣出現第一個愛滋病死亡病例。祁家威主動找上防疫處長果祐增及防治小組召集人台大莊哲彥教授，表示願意擔任同性戀者社群與衛生署防治小組之間的橋樑，從此積極投身愛滋防治的志願服務工作。當時在台灣對於同志議題仍屬禁忌，因此在台灣同志諮詢熱線協會成立之前，當台灣發生與同志相關之事件，例如1994年北一女中學生自殺事件時，部分媒體便會尋求祁家威的意見。他在1986年時離開職場，此後就一直由伴侶扶養，並致力於爭取同志權益。

### 爭取同性婚姻歷程

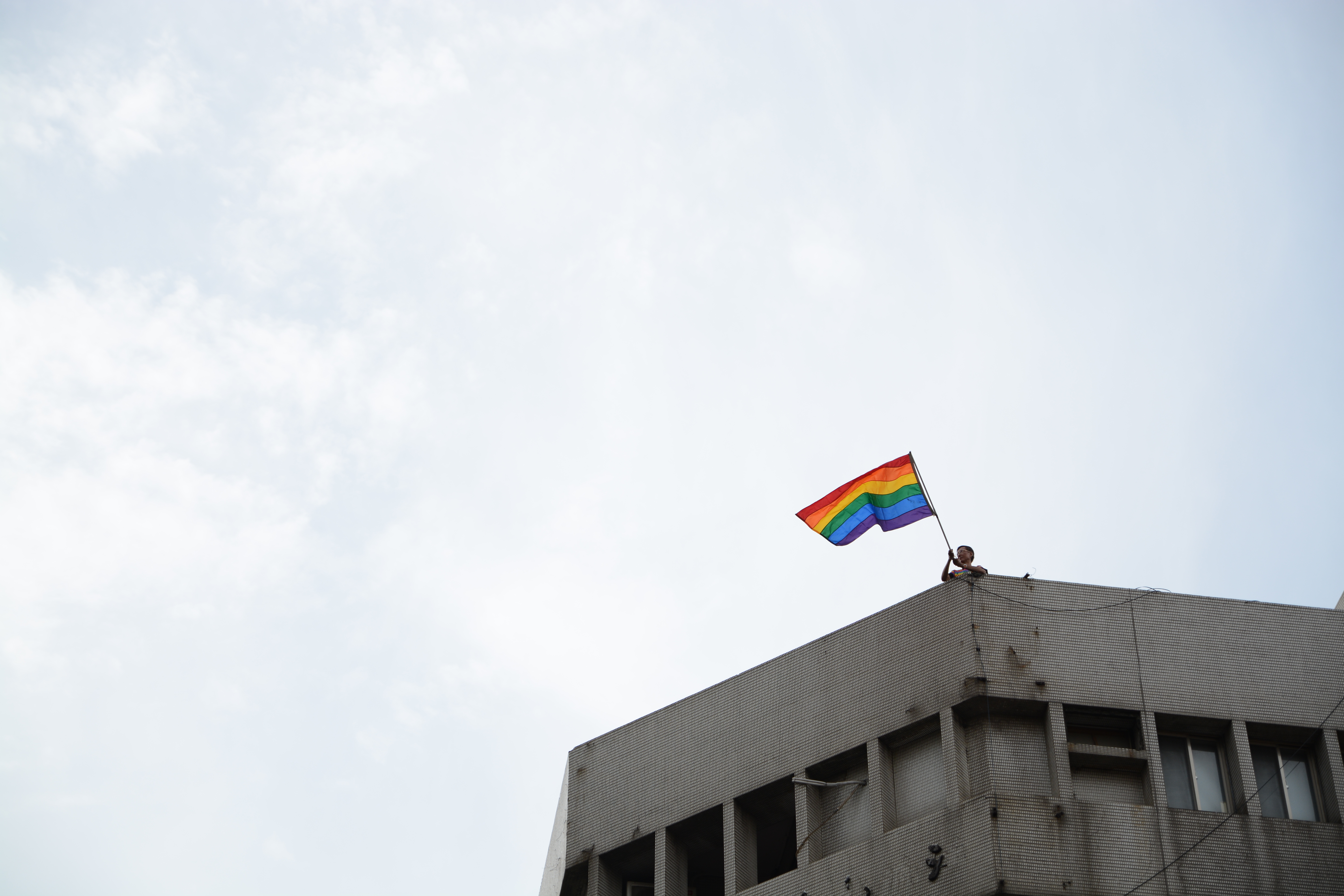
2014年參與同志遊行並揮舞彩虹旗的祁家威

1986年，祁家威向立法院請願同性婚姻合法化。立法院的請願回覆公文中，司法院官員認為同性戀者純為滿足情慾者，與婚姻之結合關係有別，佔人口少數而非常態，法務部官員又稱違背社會善良風俗，與國情、傳統不合，認為不宜合法化。立法院司法委員會認無成為議案之必要，其請願遭到拒絕。由於當時臺灣仍處於戒嚴時期，政府對此一社會運動議題十分關切，因此在同年8月15日他便遭政府約談，後被任意扣押在臺灣警備總司令部保安處的地下室達半月之久，9月1日移押到新店軍監，再於9月3日轉押至台北看守所孝一舍獨拘房，待遇如同政治犯，和因言論自由相關案件而被判入獄的陳水扁、鄭南榕、黃天福三人相鄰或相對。根據祁家威自述，政府高層原本告知自己將被關押五年之久，但時任總統蔣經國知悉此事後不悅地表示「這樣辦不好吧」，司法單位便於次年1月23日改為交保後放人。
1992年，祁家威將目標放置在內政部戶政司，強烈要求通過同性婚姻合法化，再度向行政院提出要求同性婚姻合法，又被拒絕。　
1994年7月14日，祁家威造訪內政部戶政司副司長蔡財豐，表示《民法‧親屬編》並未明文規定同性戀者不可結婚，亦無明定一定要一男一女才能結婚，希望內政部同意同性戀者也可以辦理婚姻登記，結為連理。祁家威表示，據他所知，最少已有三對男同性戀者舉行過公開的結婚儀式。蔡財豐回應，這個問題很新鮮，還要研究研究。內政部轉請法務部研議後，法務部於8月11日發布（83）法律決字第17359號函釋，表示「我國現行民法所謂之『結婚』，必為一男一女結合關係，同性之結合則非屬之。」
1998年11月，祁家威到台北地院公證處請求與林建中公證結婚，結果仍遭拒絕。祁家威便循訴願程序尋求救濟，但行政院判決認為，祁家威應依公證法提起民事訴訟。當祁家威就此事提起民事訴訟後，台北地院與臺灣高等法院先後判決他敗訴。2000年9月21日，祁家威同志婚姻具狀向司法院大法官會議聲請釋憲，這是他首次聲請釋憲，在聲請狀內嚴詞譴責當時的婚姻制度。2001年，大法官審查祁家威的聲請後認為，該項聲請並未具體指明現行法令牴觸憲法之處，從程序上駁回了他的聲請。
2008年，中華民國的婚姻制度改為登記制。2013年3月21日，祁家威與邱姓男子到台北市萬華戶政事務所登記結婚，被以不符《民法》規定為由拒絕。祁家威向臺北市政府提出訴願，遭駁後提起行政訴訟，台北高等行政法院和最高行政法院皆以不符《民法》對婚姻的定義為由判其敗訴定讞，這使他再度取得聲請釋憲之資格。祁家威認為民法第4編親屬第2章婚姻規定「使同性別二人間不能成立法律上婚姻關係」有違憲之虞。2014年12月24日，祁家威改變過去單打獨鬥的運動方式，與台灣伴侶權益推動聯盟及律師團在司法院前召開記者會，表示將為去年登記結婚遭拒一案提出釋憲。2015年8月20日七夕情人節當日，祁家威具狀向司法院提出釋憲聲請書。2017年2月20日，司法院宣布受理該項聲請，並於同年3月24日召開憲法法庭審理。
2017年3月24日，祁家威首次踏入憲法法庭，他表示自己「等這一天等了41年6個月24天」。祁家威並非法律科班出身，因此他在簡短但堅定地陳述自己期望同性婚姻能合法化的立場後，便將發言權交給其代理律師許秀雯、莊喬汝和潘天慶。對於該次釋憲，祁家威有信心地表示「這次我有十成勝算」。
2017年5月24日，司法院公布《司法院釋字第748號解釋》，宣告《民法》婚姻專章關於不准同性婚姻之規定有違憲法第7條維護人民平等權及第22條保障人民多元權利之精神，並請立法院於釋憲案公布後2年內完成修法，臺灣正式承認同婚。對於此事，祁家威表示自己就像一隻小鳥，「心情雀躍萬分」。

### 愛滋防治
- 1986年，祁家威投身愛滋病防治，擔任衛生署志工。常常自製看板，上街為愛滋防治募款。1980至90年代，他與南昌檢驗院合作辦理HIV匿名篩檢，並為衛生署訪談帶原者，尋訪帶原者的人際網絡。[17]
- 1988年5月4日，祁家威向立法院發出公開信，要求立法院應刪除《後天免疫缺乏症防治條例》草案第十六條有關隱瞞病情而與他人發生性行為、或器官移植致傳染於人者處以七年徒刑的條文。[35]
- 1988年5月19日，臺灣第五位愛滋病本土病例楊姓病患逝世。祁家威協助衛生署尋找曾與楊姓病患有過接觸的同性戀者[36]。
- 1988年8月20日，與臺灣師範大學美術系愛滋帶原學生田啟元聯名致信媒體，澄清從未公開指稱「師大至少有三名教師是同性戀者，並曾經目睹其中一名教師公開與學生發生性行為」，並協助田啟元與師大校方斡旋復學。[37]
- 1988年8月22日，祁家威因受流言困擾，並屢屢接獲恐嚇電話，使得愛滋防治工作難以推展，宣布退出愛滋義工的行列，但並未成真。[38]
- 1988年10月，獲衛生署支持，執行「紅雁一號」計畫，尋找失去聯繫的愛滋帶原者。所謂「紅雁」，紅代表危險，雁為候鳥，即希望這些危險人士能像候鳥一樣，定期回診。[39]
- 1991年7月，祁家威向媒體揭露愛滋病已進入校園，新增病例包括2位大學生、3名高中生及1名國中生。衛生署大表震驚，希望祁家威能提供這6人的相關資料，祁家威則以未領取衛生署薪資、且憂心名單對外曝光，拒絕向衛生署報備。[40]
- 1991年11月，據「冰山理論」推估臺灣感染愛滋的青少女帶原者應在500至1260人之間，引發社會討論。又建議臺北市性病防治所應開放夜間門診，以便就業、就學者前往篩檢與追蹤。[41][42]
- 1991年起，持續在各個夜市、花市募款，長達兩千天。[43]
- 1992年5月14日，第二屆愛滋病國際研討會期間，祁家威以五百個保險套縫製「東方不敗」裝，在街頭發放保險套紅包，紅包袋上印著「願您快樂，望您健康，魚與熊掌兼得」、「不用沒面子，有用才正點」。[44]
- 1993年7月21日上午，祁家威為抗議臺鐵人員擅自丟棄他放置的愛滋病宣導傳單，宣稱要以汽油和打火機自焚「死諫」，喚起政府機關對愛滋病防治的重視。同日，祁家威搶先對媒體表示，國內出現首宗帶原者捐血、疑似造成受血者感染愛滋病的例子。衛生署對此先是矢口否認，旋即又改口證實。[45][46]
- 1993年10月，祁家威倡議於校園內設置保險套販賣機，並穿著「保險套裝」及肉色內褲於各大專院校門口散發傳單及保險套。27日上午，祁家威在臺北市立師範學院門口遭校方驅逐，最後被警方強制抬離。[47][48]
- 1994年2月28日，祁家威陪同愛滋病帶原者林建中以真實面貌面對媒體，談論自己的故事。林建中是臺灣第一位公開露面的愛滋病帶原者，但在公開露面後，因房東逼迫他搬家，該年5月間企圖自殺，之後獲救。[49][50]
- 1994年11月2日，祁家威在臺灣大學門口擺攤，請民眾簽名聯署，促請臺大修改不准愛滋病感染者入住學校宿舍的規定。[51]
- 1995年10月間，宏福文教基金會擬邀請NBA球員魔術強森訪問臺灣，由於魔術強森是HIV病毒患者(因有控制病毒濃度未發展成愛滋病)，時任衛生署長張博雅表示將依《後天免疫缺乏症候群防治條例》第14條規定不准其入境。祁家威因而向衛生署陳情，認為此舉無異把十年來的防治成果毀於一旦。[52]
- 2001年底，祁家威終止免費愛滋篩檢的志願服務工作。[43]

### 爭議
- 1994年7月間，祁家威連續控告三名愛滋病帶原者蓄意傳染愛滋，與他人發生危險性行為，已涉及報復，有必要加以曝光，故公布帶原者的姓名。此舉引起防疫單位與數個民間團體的抗議。[53]
- 2000年7月，祁家威以「愛滋病患中途之家」負責人名義與受刑人再生協會理事長董念台簽訂合約，引介愛滋病患加入董念台經營的討債公司。祁家威表示，目前有很多雇主對愛滋病患「敬而遠之」，因此他樂見董念台的討債公司提供愛滋病患就業機會，讓愛滋病患走到陽光之下。[54]
- 2022年5月20日，祁家威在臉書上發文表示很多朋友打過3劑疫苗了一樣確診，自己1劑都沒打，3年來也沒有事。只要有些微症狀、不舒服就抽根煙。[55] [56]

### 其它
- 1988年9月29日至10月2日，參與田啟元舞臺劇《毛屍》於蘭陵小劇場的演出。[57]
- 祁家威在1994年、1997年及1999年三次前往美國紐約參加同志遊行，在2003年首屆台灣同志遊行於臺北開辦後，他每一年都必定參加[21]。此外在高雄同志遊行及各種抗議遊行場合也經常可見其揮舞彩虹旗的身影。
- 施明德於2015年成立「施明德同志人權後援會成立大會」時，請祁家威擔任顧問。[58]
- 2019冠狀病毒病臺灣疫情期間，他在臉書放用髮夾夾住口鼻的自拍照，說大眾運輸交通工具要戴口罩的政策是違反人權，他要打第三次釋憲訴訟。[59]
- 2019年9月，由蘇煥智領導創立的政黨台灣維新請祁家威擔任首席顧問；祁家威在2019年12月10日公開直播表示2020年中華民國立法委員選舉支持台灣維新。

## 榮譽
- 臺北市榮譽市民 (1996年)[60]
- 臺北市傑出市民 (2006年12月)[61]
- 台灣國際酷兒影展第一屆酷摩沙獎酷兒先鋒獎 (2016年)[62][4]
- 第九屆總統文化獎社會改革獎 (2017年)[63][64]
- 時代雜誌2020年百大最具影響力人物。

## 影視形象
| 年分 | 作品             | 類型   | 演員   |
| ---- | ---------------- | ------ | ------ |
| 2020 | 刻在你心底的名字 | 劇情片 | 邱昊奇 |

| 年分 | 作品                                    | 類型   | 導演   |
| ---- | --------------------------------------- | ------ | ------ |
| 2021 | 黎明到來的那一天 （页面存档备份，存于） | 紀錄片 | 張弘榤 |

## 註解
1. ↑  關於此事，近年報導常誤為1992年。

## 外部連結
- 祁家威的Facebook專頁